# Scary Movie 3
Scary Movie 3 ist eine US-amerikanische Horrorkomödie aus dem Jahr 2003. Es ist die Fortsetzung von Scary Movie und Scary Movie 2. 2006 erschien der vierte Teil, Scary Movie 4 und 2013 der fünfte Teil, Scary Movie 5. 2005 wurde Scary Movie 3 in einer vier Minuten längeren Schnittfassung als Scary Movie 3.5 aufgelegt.

## Handlung
Die hysterischen Blondinen Katie und Becca reden über ein Video. Katie meint, es ginge um einen Sexfilm, doch Becca sagt ihr, dass es unheimlich sei. Nach dem Betrachten werde man angerufen und der in sieben Tagen bevorstehende Tod angekündigt. Im Haus geschehen ein paar seltsame Dinge, und als die beiden Frauen das Video mit den Ringen sehen, sterben sie.
Auf einer Farm in Middleburg, 20 Kilometer von Washington, D.C. entfernt, lebt der vom Glauben abgefallene Priester Tom Logan mit seinem Bruder George. Als sich die Hunde seltsam verhalten und Toms Tochter Sue schreit, entdecken sie im Feld einen Kornkreis, der einen Pfeil und den Schriftzug „Attack here“ bildet. Darüber berichtet Cindy Campbell in den Fernsehnachrichten. Sie würde das Thema gerne ausführlicher behandeln, doch ihr Chef meint, dass Sex und Gewalt bessere Quoten bringen. Danach holt sie ihren Neffen Cody, der paranormale Fähigkeiten hat und morbide Bilder malt, aus der Schule ab, in der ihre alte Freundin Brenda als Lehrerin arbeitet. George kommt auch, um Sue abzuholen. Cindy verliebt sich in ihn, und er lädt sie und Brenda zu einem Battle-Rap am nächsten Abend ein, an dem er teilnimmt.
Beim Battle-Rap tritt George gegen den favorisierten Titelverteidiger Fat Joe an. Er siegt, wird aber trotzdem rausgeworfen, weil er unwissend eine Anspielung auf den Ku-Klux-Klan gezeigt hat. Nach der Veranstaltung geht Cindy mit zu Brenda, die ihr von dem schockierenden Video erzählt, das sie vor genau sieben Tagen gesehen hat. Brenda täuscht mehrmals hintereinander ihren Tod vor. Als sie dann ins Wohnzimmer geht, erscheint das Video, und Tabitha, das Zombie-Mädchen aus dem Film, klettert aus dem Fernseher. Sie kämpft gegen Brenda und tötet sie schließlich, während Cindy nebenan die Schreie wegen der vorherigen Streiche ignoriert. George erfährt von Brendas Tod und erzählt es Sue mit lautem Geschrei.
Ein Mann namens Sayaman kommt zu Tom und erinnert ihn an den Unfall, bei dem Toms Frau Annie starb. Diese wurde vom Auto gegen einen Baum gedrückt und zerrissen. Ihre letzten Worte an Tom waren „Kein Sex“. Bei Brendas Totenwache kommt es zum Chaos, als George und sein Rapper-Freund Mahalik diesen Begriff falsch verstehen und die Tote wiederbeleben wollen. Cindy geht nochmal in Brendas Zimmer, sieht dort das Video und erhält den Sieben-Tage-Anruf. George kommt mit Mahalik und dem dritten Rapper CJ zur Hilfe. Letzterer empfiehlt Cindy einen Besuch bei seiner Tante Shaneequa. Während George auf Cody aufpasst, fährt Cindy zu der Frau, die sich als Orakel präsentiert. Shaneequa sieht sich das Video an, kämpft mit Tabitha und entdeckt einen Leuchtturm, der bei der Lösung des Rätsels helfen könnte. Als Cindy nach Hause kommt, stellt sie schockiert fest, dass auch Cody das Video gesehen hat.
Während Tom in seinem Farmhaus auf einen als Michael Jackson verkleideten Alien trifft, nutzt Cindy den Teleprompter der TV-Nachrichten, um die Öffentlichkeit vor dem tödlichen Video zu warnen. Auch US-Präsident Harris ist über das Video und die drohende Alien-Invasion informiert. Cindy findet im Internet ein Foto des Curlesco Island Lighthouse und fährt dorthin. Im Leuchtturm sieht sie sich auf vielen Bildschirmen und trifft einen lüsternen Mann, der sich als der Architekt vorstellt. Er verrät ihr, dass Tabitha seine Adoptivtochter war. Seine Frau filmte das böse Verhalten des Mädchens und ertränkte es im Brunnen. Die Filmaufnahmen gab der Mann durch eine Verwechslung mit Pootie Tang an die Videothek. Er meint, dass Tabitha die Aliens zur Hilfe gerufen habe.
Immer mehr Berichte über Aliens tauchen auf, und die Logans sitzen mit Aluhüten vor dem Fernseher. Der US-Präsident rastet bei einer Mutter-Teresa-Preisverleihung aus. Cindy sieht, dass ihr Fernsehsender mittlerweile das tödliche Video ausstrahlt. Sie findet Cody später im Haus der Logans und erzählt ihm von seiner Geburt.
Zu fünft verstecken sie sich im Keller, weil Aliens vor der Tür stehen. Mahalik kommt hinzu und geht mit Tom und George nach draußen, wo das Trio dem Präsidenten begegnet, der zwei Aliens überfährt. Weitere Rapper tauchen auf, erschießen sich aber gegenseitig. Die friedlichen Aliens erklären ihr Begrüßungsritual und sagen, dass sie auf die Erde gekommen sind, um Tabitha zu stoppen. Cindy erkennt im Keller die Szenerie aus dem Video wieder und findet unter dem Holzboden auch den Brunnen. Tabitha taucht aus dem Brunnen auf. Sie kämpft gegen Cindy und nimmt Cody als Geisel. Als Cindy und George ihr anbieten, Teil der Familie zu werden, wird sie kurz normal. Dann stößt der Präsident sie mit der Tür zurück in den Brunnen.
Einige Zeit später heiraten Cindy und George. Auf dem Weg in die Flitterwochen vergessen sie zunächst Cody. Als der Junge ihnen folgt, wird er von einem anderen Auto überfahren.

## Parodie
Wie seine Vorgänger, so ist auch dieser Film eine Parodie mit zahlreichen Anspielungen auf andere bekannte Produktionen aus dem Genre des Horrorfilms. Die zentrale Grundlage bilden diesmal die Filmreihe The Ring und der Film Signs. Weiterhin sind auch 8 Mile, Aus nächster Nähe, Matrix Reloaded, The Others, The Sixth Sense und Mars Attacks! (der wiederum selbst schon eine Persiflage diverser Invasionsfilme ist) vertreten. Schließlich werden auch Michael Jackson und ferner der Film Bruce Allmächtig parodiert.
In der Anfangssequenz wird Der Herr der Ringe parodiert. Beccas Mutter sagt: Hallo, mein Schatz!, ihre Stimme und ihre Betonung auf Schatz beziehen sich auf Gollum aus Der Herr der Ringe.
Ein kleiner Verweis ist auch auf Doctor Who zu finden, als George erwähnt: „Sie fliegen quer durchs All und können keine Holztüren öffnen?“ (01:04:00), dies bezieht sich auf des Doctors Schallschraubenzieher, welcher bei Holz keine Wirkung hat und somit wie oft in der Serie erwähnt auch Holztüren nicht öffnen kann.
Schließlich ist eine Parodie auf American Idol (in Deutschland: „Deutschland sucht den Superstar“) erkennbar: Als die zwei Rapper vor George fertig sind, meint Mahallek, der Moderator des Battles, nun sei die Jury dran. Die Jury ist Simon Cowell aus American Idol. Er spricht ähnlich wie Dieter Bohlen aus „Deutschland sucht den Superstar“. Der Rapper Fat Joe hat einen Auftritt beim Rap-Battle, wo er gegen George antritt.

## Synchronisation
Die deutschsprachige Synchronisation entstand bei der FFS Film- & Fernseh-Synchron in Berlin nach einem Dialogbuch von Kim Hasper unter Dialogregie von Frank Schaff.
| Rolle                      | Schauspieler     | Deutscher Synchronsprecher |
| -------------------------- | ---------------- | -------------------------- |
| Cindy Campbell             | Anna Faris       | Julia Ziffer               |
| Cody                       | Drew Mikuska     | Maximilian Artajo          |
| George Logan               | Simon Rex        | Julien Haggège             |
| Tabitha                    | Marny Eng        | Marianne Groß              |
| Tom Logan                  | Charlie Sheen    | Frank Schaff               |
| US-Präsident Baxter Harris | Leslie Nielsen   | Horst Schön                |
| Mahalic                    | Anthony Anderson | Tobias Meister             |
| Brenda Meeks               | Regina Hall      | Bianca Krahl               |
| Sue                        | Jiana Ballard    | Shalin-Tanita Rogall       |
| Agent Thompson             | Ja Rule          | Charles Rettinghaus        |
| Das Orakel                 | Queen Latifah    | Martina Treger             |
| Der Architekt              | George Carlin    | Lothar Blumhagen           |
| Ross Giggins               | Jeremy Piven     | Uwe Büschken               |
| Annie                      | Denise Richards  | Dascha Lehmann             |
| Becca                      | Pamela Anderson  | Marion von Stengel         |
| Kate                       | Jenny McCarthy   | Irina von Bentheim         |
| CJ                         | Kevin Hart       | Marcel Collé               |

## Ausstrahlung in Deutschland
Die Erstausstrahlung im Free-TV erfolgte am 18. Februar 2007 zur Primetime auf ProSieben. Den Film verfolgten 3,08 Millionen Zuschauer. In der werberelevanten Zielgruppe sahen 2,47 Millionen zu (16,9 Prozent Marktanteil).

## Rezeption
Durch seinen neuen Stil wurde der Film eher unterschiedlich von den Kritikern aufgenommen. Cinema empfand Scary Movie 3 von David Zucker als „generalüberholt.“ Der Regisseur, um den es in den 90er Jahren still geworden war, fand mit dem Film „nun endlich zu alter Form zurück.“ Dabei sieht Cinema Teil 3 als „Gegenstück einer Ausgabe von „Das deutsche MAD“. Nicht alle Witze zünden, einige sind sogar richtig schlecht. Aber dazwischen gibt es immer wieder den einen oder anderen Brüller.“
Das Lexikon des internationalen Films sah eine „fade Persiflage, die bekannte Szenen mehr oder weniger bekannter Filme ohne großes Gespür aneinanderreiht und sich auf Witze erzählen und gezähmte Geschmacklosigkeiten beschränkt.“
Auf dem Online-Portal von Filmstarts wurde Scary Movie 3 durchschnittlich bewertet (2,5 von 5 Sternen). Betont wurde, „dass den Zuschauern bewusst sein sollte, dass es weder eine gute Story noch intelligente Gags oder gar schauspielerische Leistungen zu erwarten hat. Die einen werden es lieben und die anderen den Film verachten, weil ihnen das Niveau zuwider ist. Wer sich grundsätzlich über nicht vorhandene Storys und Sinn von Filmen aufregt, sollte sich die anderthalb Stunden nicht antun. Für die anderen ist diese Zeit jedoch pure Unterhaltung, auch wenn die sich nicht in hohen Gefilden des Anspruchs bewegt, sondern eher tief in die Klamotten-Kiste greift.“
Auf Rotten Tomatoes erhält der Film eine Gesamtwertung von nur 35 Prozent, wobei die Kritiken zwischen recht gut und ziemlich schlecht polarisieren: „Der erste (Film der Reihe) war ein Original. Der zweite war es nicht, aber er hatte eine krawallige Kotzszene und genug Sex- sowie Marihuana-Witze, um selbst den müdesten Kinobesucher zum Kichern zu bringen. “Scary Movie 3„ läuft dagegen auf Autopilot – eine garantierte Geldmaschine, welche die bekannte Formel (der Reihe) im Griff hat. Wenn Sie alle 10 Sekunden einen Witz bringen, wird etwas hängen bleiben.“ Oder: „In Scary Movie 3 schnappt sich Charlie Sheen einen bösen Michael-Jackson-Nachahmer, lässt ihn an einem Fenster baumeln und fragt: “Wie gefällt dir das?„ Das ist witzig, witzig, witzig, und eine ganz andere Sensibilität als Scary Movie 1 und 2. Was soll ich sagen, aller guten Dinge sind drei. Ich hatte Angst, dass ich beim Ansehen … vor lauter Lachen einen Herzinfarkt bekomme.“ Oder: „Wie bei den ersten beiden Teilen von Scary Movie zahlt man sein Geld, bekommt seine Lacher und wird sich in ein paar Monaten an nichts mehr erinnern.“ Sowie: „Nur mittelmäßig witzig, ohne wirklich erinnerungswürdige Höhepunkte und einer Gesamtwirkung, die verpufft, bevor man das Parkhaus verlassen hat.“

## Auszeichnungen
- Nominierung für den Teen Choice Award 2004[10]

## Sonstiges
- Kurz nach dem Rap-Battle wird ein Statement der Jury verlangt. Einer der Juroren ist Simon Cowell, das Pendant zu Dieter Bohlen bei American Idol, der US-amerikanischen Version von Deutschland sucht den Superstar. Daher wird, wo er im englischen Original mit britischem Akzent spricht, im Deutschen seine Aussage mit der imitierten Stimme und Akzent Dieter Bohlens gesprochen. Seine Bewertung, „Für mich sieht das aus wie Kermit auf Ecstasy!“, spielt auf die überzogen polemische Art an, mit der jene die Kandidaten ihrer Castingshows kritisieren.
- Präsident Harris (Leslie Nielsen) wiederholt einen Satz aus dem Film Die unglaubliche Reise in einem verrückten Flugzeug, bei dem David Zucker zu den Regisseuren gehörte: „Ich wollte Ihnen beiden bloß alles Gute wünschen! Wir alle zählen auf Sie.“ Nielsen spielt in dem Film einen ernsthaft wirkenden Arzt und lieferte mit dieser Rolle die Vorlage für Lt. Frank Drebin aus der Die-nackte-Kanone-Filmreihe.
- Scary Movie 3 ist der erste Film der Reihe ohne die Mitwirkung der Wayans Brothers Marlon und Shawn.
- In der ersten Szene erzählt Jenny McCarthy von einem Videofilm, in dem sie „es zuerst in ’nem Boot trieben und dann in ’nem Auto“. Damit spielt der Film auf den populären Amateurpornofilm von Pamela Anderson und Tommy Lee an.
- In einer Szene steht der Präsident vor einem Porträt und sagt: „Was hätte Präsident Ford in so einer Situation wohl getan?“ Auf dem Porträt ist ein Bild von Harrison Ford in seiner Rolle als Präsident Marshall in dem Film Air Force One zu sehen.
- Laut Protagonisten des Films wurde Tabithas unheimliches Video in der Hülle der Komödie Pootie Tang verbreitet.
- Am Ende wird Cody von einem Truck überfahren, was auf den zweiten Teil von Final Destination hinweisen soll. In den gelöschten Szenen (der DVD) wurde auch gezeigt, dass die Michael-Jackson-Parodie den zweiten Truck fuhr. Außerdem war das Überfahren einer Person am Ende ein fester Bestandteil als Running Gag der Filmreihe.
- Im Jahr 2005 kam eine neue Version auf DVD heraus, die mehr Szenen im Film und mehr Extras bietet. Diese Version trug den Namen Scary Movie 3.5.
- In einer Szene überfährt Präsident Harris zwei Aliens. Dies ist eine Hommage an die Film-Trilogie „Die Nackte Kanone“, in der zwar nie gezeigt, aber häufig davon geredet wird, wie viele Kriminelle Lt. Frank Drebin, ebenfalls gespielt durch Leslie Nielsen, schon überfahren hat. Die in Scary Movie 3 häufig gezeigten Kollisionen mit allerlei Gegenständen wie anderen Autos, Straßenlampen und Mülltonnen beim Parkvorgang ist ebenfalls ursprünglich ein Markenzeichen Frank Drebins.
- In einer Szene fahren die Homies von George vor, um ihn und die anderen im Kampf gegen die Aliens zu unterstützen. Drei dieser Homies werden von den US-amerikanischen Rappern Method Man, Redman und Master P dargestellt.
- In einer Szene zeigen die Aliens, dass sie über ihre Zeigefinger pinkeln. Dies macht der US-Präsident nach, was keiner zu merken scheint. Damit wird auf Verschwörungstheorien, der US-Präsident sei ein Alien und keiner merkt es, angespielt.